# Derbi de Osaka
El Derbi de Osaka (大阪ダービー Ōsaka Dābī?) es la rivalidad de fútbol en Japón de los equipos Gamba Osaka y Cerezo Osaka, ambos equipos de la Prefectura de Osaka, donde el Gamba Osaka representa a todo el norte de la Prefectura de Osaka y el Cerezo Osaka a la capital Osaka y Sakai.

## Historia
El primer enfrentamiento entre ambos equipos se dio en la temporada 1986/87, en donde el Gamba Osaka (en ese entonces llamado Matsushita SC) descendieron de categoría esa temporada, aunque para la temporada 1990/91 el Cerezo Osaka (anteriormente llamado Yanmar Diesel) descendió de categoría por primera vez.
Para 1991 la Asociación de Fútbol de Japón decidió crear la J. League, incluyendo un representante de las localidades importantes del país, por lo que solo un equipo de Osaka jugaría en la nueva liga profesional. Se decidió que quien iba a representar a la prefectura sería el Gamba Osaka. 
En el año 1992 el Gamba Osaka lograría el ascenso a la máxima categoría, dando inicio de lleno a la rivalidad, en donde incluso se enfrentaron en la Liga de Campeones de la AFC en el año 2011, con victoria para el Cerezo Osaka 1-0, aunque históricamente la ventaja la tiene el Gamba Osaka desde que ambos se introdujeron al profesionalismo.

## Estadios
| Equipo       | Estadio                    | Capacidad | Imagen |
| ------------ | -------------------------- | --------- | ------ |
| Gamba Osaka  | Estadio de Fútbol de Suita | 40,000    |        |
| Cerezo Osaka | Estadio Kincho             | 18,000    |        |

## Historial

### Primera División
| #  | Fecha                    | Torneo                    | Ronda        | Estadio        | Local        | Visitante    | Resultado | Goles (L)                                                                | Goles (V)                                               | Asistencia |
| -- | ------------------------ | ------------------------- | ------------ | -------------- | ------------ | ------------ | --------- | ------------------------------------------------------------------------ | ------------------------------------------------------- | ---------- |
| 1  | 3 de mayo de 1995        | J. League 1995            | 13 Suntory   | Nagai No.2     | Cerezo Osaka | Gamba Osaka  | 1–0       | Dely Valdés (54)                                                         |                                                         | 13.057     |
| 2  | 19 de julio de 1995      | J. League 1995            | 25 Suntory   | Expo'70        | Gamba Osaka  | Cerezo Osaka | 1–0       | Aléinikov (73)                                                           |                                                         | 17.565     |
| 3  | 30 de septiembre de 1995 | J. League 1995            | 13 NICOS     | Nagai No.2     | Cerezo Osaka | Gamba Osaka  | 3–2       | Bernardo (5), Marquinhos (76), Morishima (87)                            | Isogai (34, 67)                                         | 12.049     |
| 4  | 22 de noviembre de 1995  | J. League 1995            | 25 NICOS     | Expo'70        | Gamba Osaka  | Cerezo Osaka | 4–0       | Gillhaus (18), Hiraoka (52), Yamaguchi (60), Aléinikov (62)              |                                                         | 9.016      |
| 5  | 18 de mayo de 1996       | J. League 1996            | 15           | Nagai No.2     | Cerezo Osaka | Gamba Osaka  | 0–2       |                                                                          | Gillhaus (52), Kiba (89)                                | 9.325      |
| 6  | 14 de septiembre de 1996 | J. League 1996            | 19           | Expo'70        | Gamba Osaka  | Cerezo Osaka | 2–0       | Matsuyama (53), Matsunami (58)                                           |                                                         | 7.210      |
| 7  | 3 de mayo de 1997        | J. League 1997            | 6 1.ª Etapa  | Nagai          | Cerezo Osaka | Gamba Osaka  | 0–2       |                                                                          | Krupni (46), Matsunami (50)                             | 27.734     |
| 8  | 23 de agosto de 1997     | J. League 1997            | 7 2.ª Etapa  | Expo'70        | Gamba Osaka  | Cerezo Osaka | 3–2       | Krupni (59, g.o. 96), M'Boma (77)                                        | Yokoyama (48, 89)                                       | 11.893     |
| 9  | 21 de marzo de 1998      | J. League 1998            | 1 1.ª Etapa  | Expo'70        | Gamba Osaka  | Cerezo Osaka | 1–2       | Krupni (16)                                                              | Morishima (41), Yokoyama (87)                           | 15.193     |
| 10 | 15 de septiembre de 1998 | J. League 1998            | 5 2.ª Etapa  | Nagai          | Cerezo Osaka | Gamba Osaka  | 2–1       | Nishitani (42), Morishima (47)                                           | Kojima (80)                                             | 12.230     |
| 11 | 15 de mayo de 1999       | J. League Division 1 1999 | 13 1.ª Etapa | Expo'70        | Gamba Osaka  | Cerezo Osaka | 1–2       | Drobnjak (44)                                                            | Morishima (81), S.H. Hwang (89)                         | 8.253      |
| 12 | 11 de septiembre de 1999 | J. League Division 1 1999 | 7 2.ª Etapa  | Nagai          | Cerezo Osaka | Gamba Osaka  | 4–1       | Manaka (5), Nishizawa (26), S.H. Hwang (39, 73)                          | Kojima (89)                                             | 10.901     |
| 13 | 3 de mayo de 2000        | J. League Division 1 2000 | 10 1.ª Etapa | Expo'70        | Gamba Osaka  | Cerezo Osaka | 2–1       | Yoshihara (43), Araiba (49)                                              | Morishima (44)                                          | 13.380     |
| 14 | 15 de julio de 2000      | J. League Division 1 2000 | 4 2.ª Etapa  | Nagai          | Cerezo Osaka | Gamba Osaka  | 0–1       |                                                                          | Vital (85)                                              | 19.258     |
| 15 | 7 de abril de 2001       | J. League Division 1 2001 | 4 1.ª Etapa  | Expo'70        | Gamba Osaka  | Cerezo Osaka | 2–1       | Yoshihara (44), Kojima (89)                                              | Kurata (58)                                             | 16.003     |
| 16 | 13 de octubre de 2001    | J. League Division 1 2001 | 8 2.ª Etapa  | Nagai          | Cerezo Osaka | Gamba Osaka  | 2–1       | Ōshiba (86), J.H. Yoon (g.o. 103)                                        | Yoshihara (61)                                          | 15.457     |
| 17 | 13 de julio de 2003      | J. League Division 1 2003 | 12 1.ª Etapa | Expo'70        | Gamba Osaka  | Cerezo Osaka | 0–2       |                                                                          | Ōkubo (72), a.g. (77)                                   | 12.362     |
| 18 | 19 de octubre de 2003    | J. League Division 1 2003 | 10 2.ª Etapa | Nagai          | Cerezo Osaka | Gamba Osaka  | 0–2       |                                                                          | Magrão (54), Futagawa (81)                              | 20.200     |
| 19 | 16 de junio de 2004      | J. League Division 1 2004 | 13 1.ª Etapa | Nagai          | Cerezo Osaka | Gamba Osaka  | 0–1       |                                                                          | Nakayama (73)                                           | 17.108     |
| 20 | 2 de octubre de 2004     | J. League Division 1 2004 | 8 2.ª Etapa  | Expo'70        | Gamba Osaka  | Cerezo Osaka | 7–1       | Fernandinho (16, 34), Yamaguchi (28), Ōguro (36, 46, 66), Yoshihara (64) | Ōkubo (17)                                              | 11.472     |
| 21 | 14 de mayo de 2005       | J. League Division 1 2005 | 12           | Nagai          | Cerezo Osaka | Gamba Osaka  | 2–4       | Nishizawa (21, 76)                                                       | Ōguro (17, 89), Araújo (35, 75)                         | 42.053     |
| 22 | 23 de julio de 2005      | J. League Division 1 2005 | 18           | Expo'70        | Gamba Osaka  | Cerezo Osaka | 4–1       | Araújo (43, 63), Hashimoto (70), Endō (83)                               | Tsurumi (9)                                             | 22.232     |
| 23 | 12 de marzo de 2006      | J. League Division 1 2006 | 2            | Nagai          | Cerezo Osaka | Gamba Osaka  | 1–6       | Nishizawa (40)                                                           | Fernandinho (2, 60, 65), Magno Alves (81, 84, 86)       | 30.561     |
| 24 | 9 de septiembre de 2006  | J. League Division 1 2006 | 22           | Expo'70        | Gamba Osaka  | Cerezo Osaka | 3–1       | Bando (39, 77), Endō (83)                                                | Fujimoto (44)                                           | 20.463     |
| 25 | 14 de marzo de 2010      | J. League Division 1 2010 | 2            | Nagai          | Cerezo Osaka | Gamba Osaka  | 1–1       | Adriano (71)                                                             | Myōjin (65)                                             | 37.860     |
| 26 | 18 de septiembre de 2010 | J. League Division 1 2010 | 23           | Expo'70        | Gamba Osaka  | Cerezo Osaka | 3–2       | Usami (2), Nakazawa (12), Yasuda (68)                                    | Inui (52), Amaral (55)                                  | 20.973     |
| 27 | 5 de marzo de 2011       | J. League Division 1 2011 | 1            | Expo'70        | Gamba Osaka  | Cerezo Osaka | 2–1       | Adriano (65), Endō (76)                                                  | Kurata (73)                                             | 20.055     |
| 28 | 13 de agosto de 2011     | J. League Division 1 2011 | 21           | Nagai          | Cerezo Osaka | Gamba Osaka  | 1–1       | B.K. Kim (76)                                                            | Nakazawa (79)                                           | 37.172     |
| 29 | 17 de marzo de 2012      | J. League Division 1 2012 | 2            | Nagai          | Cerezo Osaka | Gamba Osaka  | 2–1       | Branquinho (19), Kempes (90+4)                                           | Paulinho (27)                                           | 30.764     |
| 30 | 11 de agosto de 2012     | J. League Division 1 2012 | 21           | Expo'70        | Gamba Osaka  | Cerezo Osaka | 2–2       | Satō (53, 62)                                                            | Edamura (28, 50)                                        | 18.578     |
| 31 | 12 de abril de 2014      | J. League Division 1 2014 | 7            | YANMAR STADIUM | Cerezo Osaka | Gamba Osaka  | 2–2       | Forlán (21, 62)                                                          | Abe (42, 53)                                            | 42.723     |
| 32 | 20 de septiembre de 2014 | J. League Division 1 2014 | 24           | Expo'70        | Gamba Osaka  | Cerezo Osaka | 2–0       | Abe (37), Satō (89)                                                      |                                                         | 19.569     |
| 33 | 16 de abril de 2017      | J1 League 2017            | 7            | YANMAR STADIUM | Cerezo Osaka | Gamba Osaka  | 2–2       | Sugimoto (71, 86)                                                        | Fujiharu (57), Kurata (90+3)                            | 42.438     |
| 34 | 29 de julio de 2017      | J1 League 2017            | 19           | Suita S        | Gamba Osaka  | Cerezo Osaka | 3–1       | U.J. Hwang (65), Miura (77), Ademilson (86)                              | Sugimoto (51)                                           | 36.177     |
| 35 | 21 de abril de 2018      | J1 League 2018            | 9            | Suita S        | Gamba Osaka  | Cerezo Osaka | 1–0       | U.J. Hwang (41)                                                          |                                                         | 35.242     |
| 36 | 6 de octubre de 2018     | J1 League 2018            | 29           | YANMAR STADIUM | Cerezo Osaka | Gamba Osaka  | 0–1       |                                                                          | Ademilson (45)                                          | 34.303     |
| 37 | 18 de mayo de 2019       | J1 League 2019            | 12           | Pana.S         | Gamba Osaka  | Cerezo Osaka | 1–0       | Kurata (55)                                                              |                                                         | 35.861     |
| 38 | 28 de septiembre de 2019 | J1 League 2019            | 27           | YANMAR STADIUM | Cerezo Osaka | Gamba Osaka  | 3–1       | Bruno Mendes (8), Jonjić (11), Mizunuma (56)                             | a.g. (90+2)                                             | 36.990     |
| 39 | 4 de julio de 2020       | J1 League 2020            | 2            | Pana.S         | Gamba Osaka  | Cerezo Osaka | 1–2       | Ademilson (PEN.) (68)                                                    | Okuno (45+2),Maruhashi (62)                             |            |
| 40 | 3 de noviembre de 2020   | J1 League 2020            | 26           | YANMAR STADIUM | Cerezo Osaka | Gamba Osaka  | 1-1       | Toyokawa (34)                                                            | Ideguchi (32)                                           |            |
| 41 | 2 de mayo de 2021        | J1 League 2021            | 12           | YANMAR STADIUM | Cerezo Osaka | Gamba Osaka  | 1-1       | Nakajima (74)                                                            | Patric (82) Pen.                                        |            |
| 42 | 28 de agosto de 2021     | J1 League 2021            | 27           | Pana.S         | Gamba Osaka  | Cerezo Osaka | 0-1       |                                                                          | Matsuda (51)                                            |            |
| 43 | 21 de mayo de 2022       | J1 League 2022            | 14           | YANMAR STADIUM | Cerezo Osaka | Gamba Osaka  | 3-1       | Taggart (58) Okuno (66), (90+4)                                          | Yamami (33)                                             |            |
| 44 | 16 de julio de 2022      | J1 League 2022            | 22           | Pana.S         | Gamba Osaka  | Cerezo Osaka | 1-2       | Kwon (17)                                                                | Yamada (52) Patric (90)                                 |            |
| 45 | 3 de mayo de 2023        | J1 League 2023            | 11           | Pana.S         | Gamba Osaka  | Cerezo Osaka | 1-2       | Dawhan (56)                                                              | Ceará (28), Kato (90)                                   |            |
| 46 | 28 de octubre de 2023    | J1 League 2023            | 31           | YANMAR STADIUM | Cerezo Osaka | Gamba Osaka  | 1-0       | Ceará (8)                                                                |                                                         |            |
| 47 | 6 de mayo de 2024        | J1 League 2024            | 12           | Pana.S         | Gamba Osaka  | Cerezo Osaka | 1-0       | Usami (28)                                                               |                                                         |            |
| 48 | 2 de octubre de 2024     | J1 League 2024            | 29           | YANMAR Stadium | Cerezo Osaka | Gamba Osaka  | 1-0       | Nishio (48)                                                              |                                                         |            |
| 49 | 14 de febrero de 2025    | J1 League 2025            | 1            | Pana.S         | Gamba Osaka  | Cerezo Osaka | 2-5       | Lavi (31) Kurokawa (54)                                                  | Kitano (8),(46) Kagawa (52) Tanaka (63) Nakajima (90+4) |            |
| 50 | 5 de julio de 2025       | J1 League 2025            | 23           | YANMAR Stadium | Cerezo Osaka | Gamba Osaka  | 0-1       |                                                                          | Handa (70)                                              |            |

#### Estadísticas en Primera División
| Victorias de Gamba Osaka  | 25 |
| Empates                   | 5  |
| Victorias de Cerezo Osaka | 11 |
| Total                     | 41 |

### Copas nacionales
| #  | Fecha                   | Torneo                  | Ronda            | Estadio   | Local        | Visitante    | Resultado  | Goles (L)                                    | Goles (V)                                                  | Asistencia |
| -- | ----------------------- | ----------------------- | ---------------- | --------- | ------------ | ------------ | ---------- | -------------------------------------------- | ---------------------------------------------------------- | ---------- |
| 1  | 8 de marzo de 2003      | Copa J. League 2003     | Fase de grupos   | Expo'70   | Gamba Osaka  | Cerezo Osaka | 1–0        | Matsunami (89)                               |                                                            | 10.169     |
| 2  | 23 de abril de 2003     | Copa J. League 2003     | Fase de grupos   | Nagai     | Cerezo Osaka | Gamba Osaka  | 2–2        | Tokushige (15), Nishizawa (84)               | Yamaguchi (25), Ōguro (61)                                 | 6.597      |
| 3  | 20 de diciembre de 2003 | Copa del Emperador 2003 | Cuarta ronda     | Ningineer | Cerezo Osaka | Gamba Osaka  | 3–2        | Baron (67, 74), Ōkubo (g.o. 105)             | Araiba (36), Yoshihara (39)                                | 5.120      |
| 4  | 6 de agosto de 2005     | Copa J. League 2005     | Cuartos de final | Nagai     | Cerezo Osaka | Gamba Osaka  | 0–3        |                                              | Sidiclei (18), Hashimoto (54), Ienaga (86)                 | 12.863     |
| 5  | 13 de agosto de 2005    | Copa J. League 2005     | Cuartos de final | Expo'70   | Gamba Osaka  | Cerezo Osaka | 2–2        | Fernandinho (17), Araújo (89)                | Zé Carlos (7), Furuhashi (62)                              | 11.155     |
| 6  | 24 de diciembre de 2005 | Copa del Emperador 2005 | Cuartos de final | Nagai     | Cerezo Osaka | Gamba Osaka  | 3–1        | Morishima (40), Furuhashi (51), Fabinho (53) | Sidiclei (58)                                              | 15.329     |
| 7  | 23 de diciembre de 2012 | Copa del Emperador 2012 | Cuartos de final | Nagai     | Cerezo Osaka | Gamba Osaka  | 1–2 (t.s.) | Kakitani (49)                                | Endō (19), Ienaga (112)                                    | 21.407     |
| 8  | 4 de octubre de 2017    | Copa J. League 2017     | Semifinales      | Nagai     | Cerezo Osaka | Gamba Osaka  | 2–2        | Ricardo Santos (23), Kimoto (81)             | Akasaki (16), Ide (86)                                     | 21.800     |
| 9  | 8 de octubre de 2017    | Copa J. League 2017     | Semifinales      | Suita S   | Gamba Osaka  | Cerezo Osaka | 1–2        | Izumisawa (60)                               | Kakitani (15), Kimoto (90+5)                               | 31.578     |
| 10 | 1 de octubre de 2021    | Copa J. League 2021     | Cuartos de final | Nagai     | Cerezo Osaka | Gamba Osaka  | 0–1        |                                              | Hiroto Yamami (89)                                         | 4.205      |
| 11 | 5 de octubre de 2021    | Copa J.League 2021      | Cuartos de final | Suita S   | Gamba Osaka  | Cerezo Osaka | 0–4        |                                              | Yamada (24), Kato (32), Naoyuki Fujita (56), RMatsuda (69) | 4.869      |
| 12 | 23 de febrero de 2022   | Copa J.League 2022      | Fase de grupos   | Suita S   | Gamba Osaka  | Cerezo Osaka | 2–3        | Yamamoto (59), Yanisgawa (74)                | Tameda (7), Uejo (41), Nakahara (85)                       | 10.509     |
| 13 | 22 de abril             | Copa J.League 2022      | Fase de grupos   | Nagai     | Gamba Osaka  | Cerezo Osaka | 0–0        |                                              |                                                            |            |
| 14 | 26 de marzo de 2023     | Copa J League 2023      | Fase de grupos   | Pana.S    | Gamba Osaka  | Cerezo Osaka | 1-1        | Meshino (90+1)                               | Maikuma (52)                                               |            |
| 15 | 18 de junio de 2023     | Copa J League 2023      | Fase de grupos   | Nagai     | Cerezo Osaka | Gamba Osaka  | 0-1        |                                              | Handa (37)                                                 |            |

#### Estadísticas en Copas nacionales
| Victorias de Gamba Osaka  | 4  |
| Empates                   | 8  |
| Victorias de Cerezo Osaka | 3  |
| Total                     | 15 |

### Liga de Campeones de la AFC
| # | Fecha      | Ronda            | Estadio | Local       | Visitante    | Resultado | Goles (L) | Goles (V)      | Asistencia |
| - | ---------- | ---------------- | ------- | ----------- | ------------ | --------- | --------- | -------------- | ---------- |
| 1 | 24/05/2011 | Octavos de final | Expo'70 | Gamba Osaka | Cerezo Osaka | 0–1       |           | Takahashi (88) | 16.463     |

#### Estadísticas en Liga de Campeones de la AFC
| Victorias de Gamba Osaka  | 0 |
| Empates                   | 0 |
| Victorias de Cerezo Osaka | 1 |
| Total                     | 1 |

### Estadísticas totales
| Competencia                                   | PJ | GG | E  | GC | Goles G | Goles C |
| --------------------------------------------- | -- | -- | -- | -- | ------- | ------- |
| J1 League                                     | 36 | 22 | 5  | 9  | 74      | 42      |
| Total parcial de partidos en Primera División | 36 | 22 | 5  | 9  | 74      | 42      |
| Copas nacionales                              | 9  | 3  | 3  | 3  | 16      | 15      |
| Copas Internacionales                         | 1  | 0  | 0  | 1  | 0       | 1       |
| Total parcial de partidos oficiales           | 46 | 25 | 8  | 13 | 90      | 58      |
| Amistosos (no oficiales)                      | 4  | 0  | 2  | 2  | 3       | 7       |
| Total                                         | 50 | 25 | 10 | 15 | 93      | 65      |

## Récords

### Mayor Asistencia

#### Liga
- 42,723 espectadores - 12 de abril de 2014 en el Nagai Stadium, Jornada 7 J1

### Menor Asistencia

#### Liga
- 7,210 espectadores - 14 de septiembre de 1996 en el Osaka Expo '70 Stadium, Jornada 19 J1

#### Otros
- 5,120 espectadores - 20 de diciembre de 2003 en el Ehime Prefectural General Athletic Park Stadium, Cuarta ronda de la Copa del Emperador

## Jugadores con las dos camisetas
- Tomoo Kudaka (G: 1981-1993, C: 1994-1995)
- Daisuke Saito (G: 1997-1999, C: 2000-2002)
- Yuji Hironaga (G: 1998-1999, C: 2003-2004)
- Hiroshige Yanagimoto (G: 1999-2002, C: 2003-2006)
- Motohiro Yoshida (G: 2003-2004, C: 2005-2007)
- Akira Kaji (C: 1998-1999, G: 2006-2014)
- Ryūji Bando (G: 1998-1999, 2006-2009, C: 2010-2013)
- Akihiro Ienaga (G: 2004-2007, 2012-2013, C: 2010)
- Shu Kurata (G: 2007-2009, 2012-2016, C: 2011)
- Toru Araiba (G: 1998-2003, C: 2013-2014)
- Adriano (C: 2010, G: 2011)
- Arata Kodama (G: 2001-2005, C: 2012)
- Yohei Takeda (G: 2012, C: 2013)
- Sota Nakazawa (G: 2007-2012, C: 2015-2016)
- Hideo Hashimoto (G: 1998-2011, C: 2015-2016)